# 카우나스 다민족문화센터
카우나스 다민족문화센터(리투아니아어: Kauno įvairių tautų kultūrų centras)는 소수민족 문화적인 정체성을 보호하며 리투아니아의 사회와 원활한 소수민족의 통합을 촉진하는 문화적이고 교육적인 기관이다. 목적으로는 국가적이고 이종 문화간 포용의 가치관을 키우고 공덕적인 사회를 형성시키도록 한다.

## 역사
2004년 4월 30일에 '소수민족이주부'와 카우나스시 의회와 함께  카우나스 다민족문화센터를 설립하였다. 2004년 11월 18일에 카우나스 다민족문화센터가 공식적으로 개관되었다. 2010년 1월 1일부터 '리투아니아 공화국 문화부'도 기관 협력자가 되었다. 기관 설립 이후로 Dainius Babilas 상무가 운영하고 있다.

## 활동
카우나스 다민족문화센터는 매년 70회 이상 문화적인 행사를 개최한다. 그 중에 콘서트, 예술 전시회, 파티, 시 낭송회, 전통 요리와 신규 도서 발표 등 있다. 또한, 소수민족 공동체의 대표와 다른 단체에서 적극적으로 참석하는 멤버들에게 교육과 세미나를 조직한다. 다민족문화센터는 소수민족의 역사, 활동, 시사적인 문제, 차별 폐지에 대한 과학적인 회의, 세미나와 토의 등 여러 가지 행사에 과학자와 전문가를 초대한다. 다문화 기관의 관리부는 소수민족에 대한 정보를 모으고 정리하여 공유하는 외에 과학자와 학생이 하는 연구를 보조하며 대중매체에서도 적극적으로 참여한다.
2006년부터 2012년까지 매년 다민족문화센터가 <문화다리> 라는 리투아니아의 소수민족을 위한 축제를 개최하였다. 유행 소수민족 그룹의 공연, 공예전시회, 어린이를 위한 행사가 다양하고 많기에 리투아니아에 가장 큰 소수민족 축제 중에 하나였다. 보통 축제가 카우나스 도심에서 개최되고 2013년에 알리투스에서도 열렸다. 또한, 2008년하고 2013년에 다민족문화센터가 소수민족을 위한 주일학교 축제를 개최하였다.
2006년부터 다민족문화센터는 정기적으로 사진술 프로젝트를 한다. 그 프로젝트로 사진술 전문가 많이 모여 여러 소수민족 커뮤니티와 학생들과 협력하며 다양한 문화들을 발표하도록 전시회를 만든다. 나중에 전국 문화센터, 갤러리, 학교, 백화점 외에 다른 공공 장소에서도 전시된다.
다민족문화센터는 여러 리투아니아에 있는 (아르메니아, 벨로루시, 폴란드, 집시, 타타르, 러시아, 유대, 우크라이나, 독일)  소수민족의 비정부기구와 가까운 사이를 유지한다. 기관 안에서 자리를 얻어 소수민족 커뮤니티들이 모임과 연주회 외에 다른 행사도 자유롭게 개최할 수 있다.
비타우타스 마그누스 대학교 아시아 연구 센터와 함께 한국 문화 행사를 구성한다.
다민족문화센터는 카우나스시 지역에 유일한 소수민족 분야와 관련된 기구다.  유사기구: 민족 커뮤니티 하우스 (빌뉴스), 민족문화센터 (클라이페다).

## 국제협동
카우나스 다민족문화센터는 유럽연합 프로그램에 따라 국제적인 프로젝트를 개최하고 촉진하고 있다. 예컨대 2007년이후로 <평생학습>, <활발한 청년>; 2014년부터 <에라즈무스+>등 같은 다양한 프로그램에서 참여한다. 독일, 영국, 노르웨이, 아이슬란드 등 여러 외국에 있는 같은 활동을 하는 기구와 관계를 맺었고 공동 프로젝트를 하고 있다. 카우나스 다민족문화센터 관리부 직원은 해외연수, 세미나, 국제회의, 청년교환, 수습, 학습활동참관과 같은 다양한 활동으로 통하여 자격을 향상시키도록 한다.

## 시설 이미지

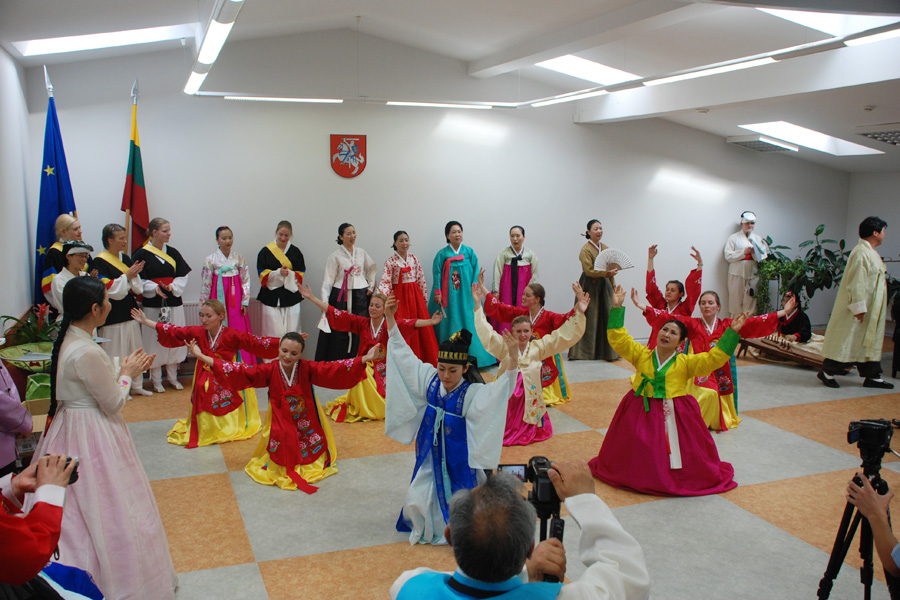
한국인의 성능
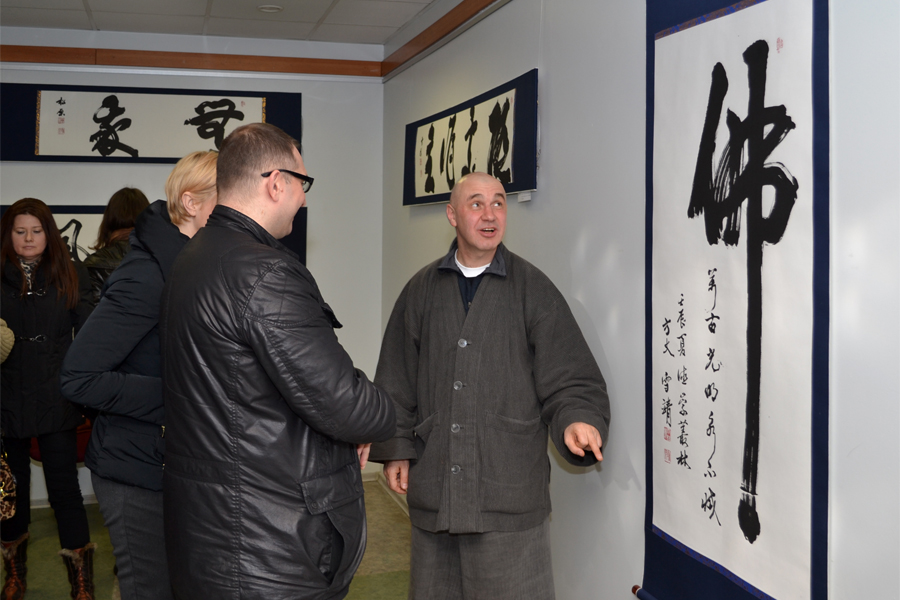
한국 달필 전시회
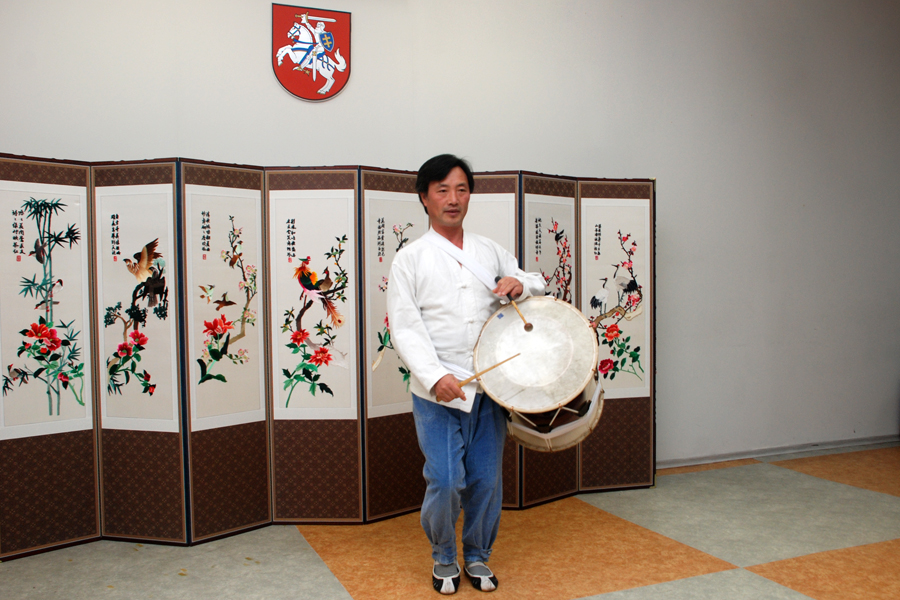
한글 날
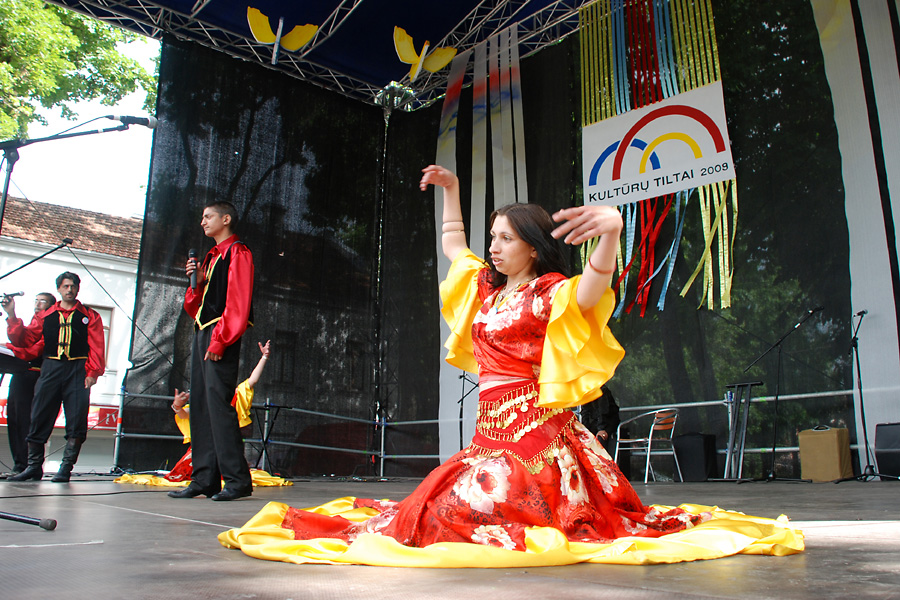
문화의 교량 2009
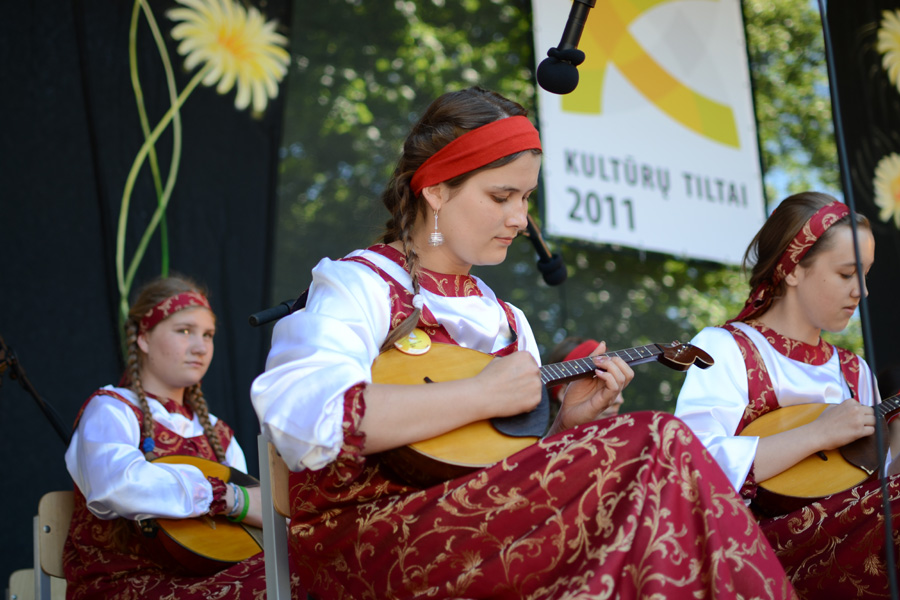
문화의 교량 2011
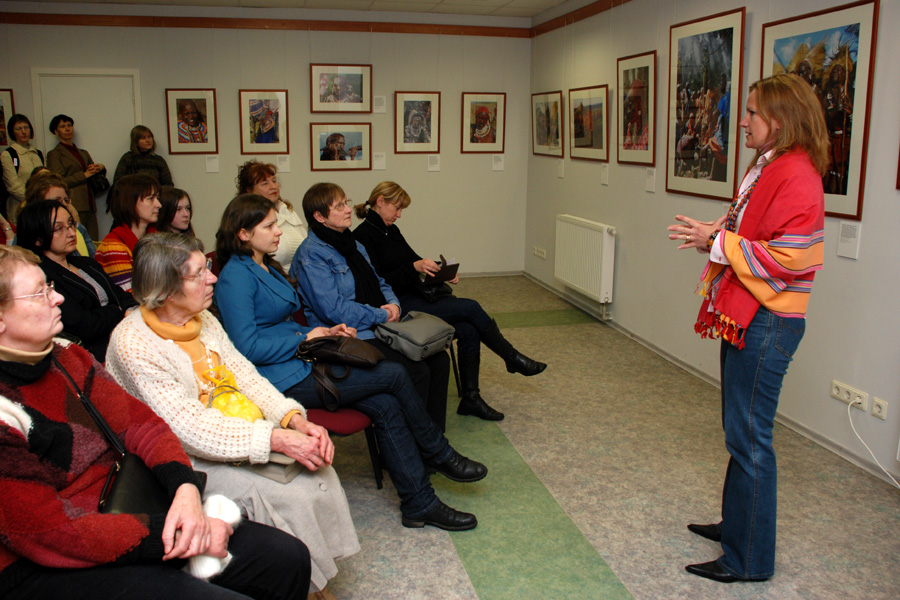
아프리카에 대한 전시
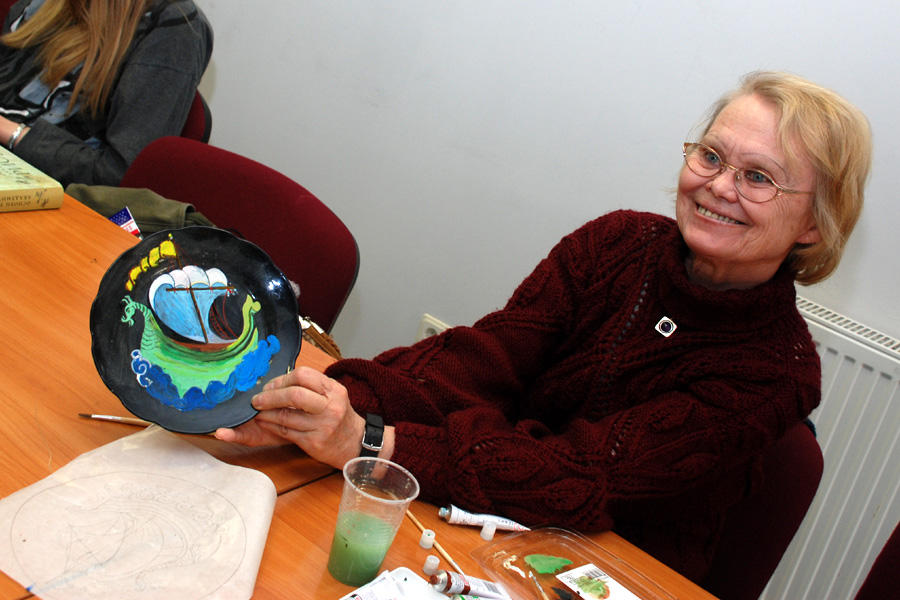
공예 교육